# Catherine Millet
Catherine Millet, född 1 april 1948 i Bois-Colombes, Hauts-de-Seine, är en fransk konstkritiker, utställningskurator och författare. 2001 blev hon uppmärksammad för en större allmänhet genom sin bok Catherine M:s sexuella liv.

## Biografi

### Bakgrund och tidig karriär
Millet föddes 1948, som dotter till körskoleentreprenören Louis Millet och sekreteraren Simone. Vid 18 års ålder började hon arbeta. Hon kom att dela sitt liv med konsthandlaren Daniel Templon, som öppnade ett konstgalleri för modern konst. 1968 började hon verka som konstkritiker för Les Lettres Françaises, en veckoutgiven tidskrift ledd av Louis Aragon.
Hon har under årens lopp skrivit texter för ett stort antal konsttidskrifter både i och utanför Frankrike, inklusive Opus International, Connaissance des Arts och Flash Art. Hon var medgrundare till tidskriften Art Vivant, utgiven av Galerie Maeght.

### Konstverksamhet
Hon har parallellt engagerat sig kring den samtida franska konsten, inklusive konstgruppen Supports/Surfaces. Dessutom har hon spridit kunskap kring det utländska avantgardet, minimal konst och konceptkonst för den franska konstpubliken. Detta inkluderar publiceringen 1972 av hennes artikelsamling Textes sur l'art conceptuel.
Samma år grundade hon, i samarbete med Templon och konstsamlaren Hubert Goldet, tidskriften Art Press. Hon har sedan dess fungerat som tidskriftens redaktör, vid sidan av ansvarige utgivaren Jean-Pierre de Kerraoul. Tidskriften har haft täta relationer med konströrelsen och tidskriften Tel Quel, inklusive med medverkande författare och teoretiker som Philippe Sollers, Roland Barthes och Jacques Lacan. 1992 blev den oberoende tidskriften tvåspråkigt fransk/engelsk, med syfte att locka den internationella konstpubliken.
Millet var både 1971 och 1977 ansvarig utställningskommissarie under Parisbiennalen, och 1981 utställningsansvarig för den stora Baroques 81-utställningen på musée d'Art moderne de Paris. Hon har ett antal tillfällen varit utställningsansvarig för franska konstsatsningar i olika länder, inklusive 1985 i Japan och Sydkorea och 1987 i Italien och Portugal.
1989 utnämndes hon till utställningskommissarie vid Sāo Paulo-biennalen, där hon bland annat presenterade en retrospektiv över Yves Klein. 1995 var hon ansvarig för den franska paviljongen vid Venedigbiennalen, och året innan hade hon varit en av anstiftarna till ADIAF – den franska föreningen för spridning av fransk konst i utlandet.
Hon publicerade 1987 hon översiktsverket L'Art contemporain en France, som därefter återutgivits vid flera olika tillfällen. Tio år senare kom den mer generella skriften L'Art contemporain, som även den blivit föremål för uppdaterade nyutgivningar. 2009 kom båda verken ut på persiska.

### Senare år
2001 inledde Millet en mer litterär verksamhet, genom utgivningen av den självbiografiska berättelsen La Vie sexuelle de Catherine M. Det kontroversiella verket, där författaren bland annat öppet och utlämnande resonerar kring sin sexuella lust och erfarenheter av gruppsex, fick samma år motta Prix Sade. Sammanlagt har boken översatts till minst 47 olika språk och utgivits i totalt över 2,5 miljoner exemplar; på svenska fick boken titeln Catherine M:s sexuella liv.

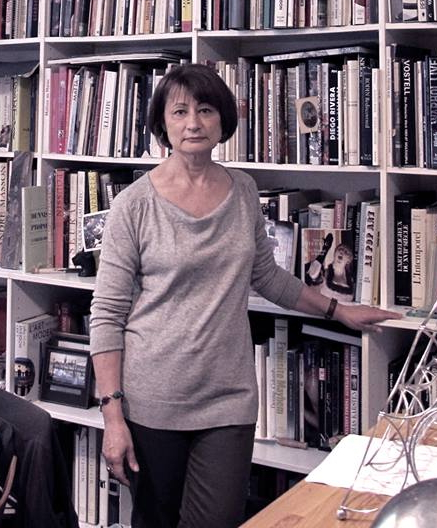
Catherine Millet, 2013.

Två år senare kom Riquet à la houppe, Millet à la loupe, en ny självbiografisk text men denna gång i mindre format. Utgivningen sammanföll med 300-årsfirandet av Charles Perraults död. Dali et moi från 2005 var en konstkritisk essäskrift omkring Salvador Dalís eget skrivande som även översatts till flera andra språk. 2008 kom Jour de souffrance.
2014 lät Millet publicera Une enfance de rêve, där hon berättade om sin egen barndom och sina föräldrar under efterkrigsåren. Målet med texten var att försöka förstå hur man kan växa upp utan att forma sig en tydlig moral, och hur lusten att skriva blir till. Samma år belönades verket med Prix La Coupole.
2022 utgavs en ny självbiografisk text – Les Commencements. Den var i första hand tillägnad hennes upptäckt av den samtida konsten.

### Kontrovers runt metoo
I december 2017 – mitt under metoo-rörelsens offentliggöranden av sexuella övergrepp – förklarade Millet i en intervju i den franska radiokanalen France Culture att hon på ett plan saknade erfarenheten av att ha blivit våldtagen. Hon ansåg att hon med en sådan för henne hypotetisk erfarenhet skulle ha kunnat vittna om att man kan överleva en våldtäkt. Hon yttrade sig även emot skärpt lagstiftning mot sexuella övergrepp och trakasserier i offentliga miljöer. Därmed sällade hon sig till ett antal andra franska kvinnor, inklusive Brigitte Lahaie och Catherine Deneuve, som i ett upprop kritiserade karaktären hos metoo-rörelsen och dess effekter.

## Privatliv
Sedan 1981 har Millet varit sammanboende med författaren Jacques Henric (de träffades första gången 1972). De två gifte sig tio år senare.

## Verk

### Antologier
- Alix Cleo Roubaud, BNF-katalog, 2014
- Zéro : avant-garde internationale des années 1950-1960, av Jean-Hubert Martin, Rainer Zimmermann, Catherine Millet och Bazon Brock, utställningskatalog, 2006
- Almodovar : exhibition !, Serge Toubiana, Frédéric Strauss, Matthieu Orléan och Catherine Millet, katalog från Cinémathèque de Paris
- César à Venise, Catherine Millet, Philippe Sollers och Jacques Boulay, Éditions du Regard, 1990
- Jaume Plensa, Lorand Hegyi, Rafael Argullol, Catherine Millet, Éditions Silvana, 2017

### Berättelser
- La Vie sexuelle de Catherine M., Seuil, 2001 och 2014 ; Points, 2002 och 2009

- Riquet à la Houppe, Millet à la loupe, Stock, 2003 ; Livre de poche, 2005
- Jour de souffrance, Flammarion, 2008; Points, 2009

- Une enfance de rêve, Flammarion, 2014

Prix La Coupole 2014
- Commencements, Flammarion, 2022, 316 sidor ISBN 978-2-08148621-8

### Essäsamling
- Aimer Lawrence, Flammarion, 2017, 304 sidor. ISBN 978-2-08-137-261-0

### Intervjubok
- D'Artpress à Catherine M. : entretiens avec Richard Leydier, Gallimard, 2011

### Konstböcker
- Textes sur l'art conceptuel, Daniel Templon, 1972
- Yves Klein, artpress-Flammarion, 1983 ; artpress, 2006
- L'art contemporain en France, Flammarion, 1987 ; utökad nyutgåva, 2005 (i samarbete med Richard Leydier)
- Roger Tallon, designer, Éditions du Centre Pompidou, 1993
- De l'objet à l'œuvre, les espaces utopiques de l'art, artpress, 1994
- La critique d'art s'expose, J. Chambon, 1995
- L'art contemporain, Flammarion, koll. Dominos, 1997
- François Arnal : monographie de l'œuvre, Cercle d'art, 1998
- Conversations avec Denise René, Adam Biro, 2001
- Dali et moi, Gallimard, 2005
- L'art contemporain : histoire et géographie, Champs Flammarion, 2006 och 2009
- Le corps exposé, Éditions Cécile Defaut, 2011

## Utmärkelser
- Officier av Arts et Lettres, 10 februari 2016[16]
- Prix François-Morellet, april 2016[17]